# Груповий ефект
Групови́й ефе́кт (ефе́кт грýпи) — це оптимізація фізіологічних процесів, яка веде до підвищення життєздатності під час об'єднання тварин одного виду в групи. Поза групою у деяких тварин навіть не реалізується плодючість. Наприклад, голуби деяких порід не відкладають яйця, якщо не бачать інших птахів. Досить поставити перед самкою дзеркало, щоб вона почала яйцекладку.

## Суть групового ефекту
Багато видів тварин нормально розвиваються тільки тоді, коли об'єднуються в досить великі групи. Наприклад, баклани (Phalacrocarax bougainvillei) можуть існувати в групі, яка налічує не менше 10000 особин і де на 1 м³ припадає не менше 3 гнізд. Життя в групі через нервову і гормональну системи відбивається на протіканні багатьох фізіологічних процесів у організмі тварини. Спостерігається тісне спілкування особин за допомогою запахів, звуків, специфіки поведінки. Завдяки складній системі сигналізації в особин і їх взаємному обміну інформацією зростає ефективність функціонування групи, спрямована на задоволення важливих життєвих потреб усіх її членів. Оптимізація фізіологічних процесів, що веде до підвищення життєздатності при спільному існуванні, і отримала назву «ефект групи». 

## Як проявляється ефект групи
Ефект групи проявляється як психофізіологічна реакція окремої особини на присутність інших особин свого виду. Наприклад, в овець поза стадом частішають пульс і дихання. При наближенні стада ці процеси нормалізуються. Ефект групи проявляється у прискоренні темпів росту тварин, підвищенні плодючості, швидкому виникненню умовних рефлексів, підвищенні середньої тривалості життя індивідуума. Тварини в групі зазвичай здатні підтримувати оптимальну температуру, наприклад, при підгортанні, у гніздах, у вуликах. Поза групою у багатьох  тварин не реалізується плодючість.

## Ефект групи у комах
Важливим показником ефекту групи служить фазова мінливість. Вона була вперше виявлена Б. П. Уваровим в 1921 р. у саранових, а пізніше й у твердокрилих, лускокрилих та інших комах. У саранових чітко розрізняють дві форми: індивідуальна і стадна (рис. 10.8). Головною причиною тут є різна щільність особин в популяції. Велика скупченість їх і обумовлює утворення стадної форми. Особини обох форм відрізняються забарвленням, поведінкою, швидкістю розвитку, будови. Кожній формі властива певна активність. Особини стадної форми дуже рухливі й тяжіють до міграції. Це є засобом регуляції чисельності сарани в її резерваціях. Скупчений спосіб життя в збільшенні популяції призводить до скорочення однояйцевих трубок. Звідси, чим вищий ступінь стадності, тим нижча плодючість, тобто плодючість у стадних саранових обернено пропорційна щільності популяції. Ізольовані самки азійської сарани відкладають 1000–1200 яєць, а що знаходяться в сильній скупченості — тільки 300. Однак в останніх відроджуються личинки, їх виживання і загальна життєздатність значно вища. Ефект групи й вищий її прояв у саранових — фазова мінливість — функціонально пов'язані з щільністю популяції й служать механізмом регуляції їх чисельності. Взаємна стимуляція особин викликає формування стадної форми, яка характеризується зниженням плодючості, скороченням смертності в ранньому віці, збільшенням швидкості розвитку і підвищенням активності

## Переваги та недоліки групового ефекту

### Переваги
- Скупчення значної кількості особин істотно підвищує ймовірність завчасного виявлення небезпеки.
- Підвищена ефективність активної оборони.
- Можливість передавати досвід шляхом імітації або прямого навчання.
- Поза групою у деяких тварин навіть не реалізується плодючість. Наприклад, голуби деяких порід не відкладають

яйця, якщо не бачать інших птахів. Досить поставити перед самкою дзеркало, щоб вона почала яйцекладку.

### Недоліки
- Чисельність гризунів припиняється більшою частиною через такі ефекти скупченості, як підвищена агресивність, внаслідок посиленої секреції адреналіну; млявості, пов'язаної з пониженням цукру в крові.

- Брак їжі. Інфекції.
- Продукти обміну речовин можуть псувати наявні достатні запаси харчування.
- Висока щільність іноді призводить до канібалізму навіть у видів рослиноїдних, наприклад, таких, як борошняний хрущ.

Таким чином, позитивний ефект групи проявляється до деякого оптимального рівня щільності популяції. Позитивний ефект групи проявляється лише до досягнення оптимального рівня щільності популяції. Якщо тварин на території стає надто багато, то це загрожує всім нестачею ресурсів середовища. В дію вступають механізми, які призводять до зниження чисельності особин в групах.
| Екологія | Це незавершена стаття з екології. Ви можете допомогти проєкту, виправивши або дописавши її. |